# 松本芳夫
松本 芳夫（まつもと よしお、1893年8月25日 - 1982年12月8日）は、日本の歴史学者。慶應義塾大学名誉教授。別名南国天。

## 略歴
和歌山県東牟婁郡下里村（現・那智勝浦町）出身。1914年郁文館中学校卒業。1919年慶應義塾大学文学部史学科卒業、1950年「古代日本人の政治思想」で慶大文学博士。1919年慶應義塾商工学校教員、1923年慶應義塾大学予科教員兼高等部教員、1927年に文学部講師、1931年助教授を経て、1933年教授。1953年文学部長。1959年、義塾賞受賞。1960年斯道文庫長、1961年名誉教授。

## 主著
- 『神代史研究』（國文堂書店, 1920年）
- 『日本文化史要』（慶應義塾出版局, 1942年）
- 『熊野民俗記』（三教書院, 1943年）
- 『日本民族の文化』（六盟館 民族叢書, 1943年）
- 『日本の民族』（慶應通信, 1954年）
- 『日本文化史』（慶應通信, 1955年）
- 『古代日本人の思想』（寧楽書房, 1959年）
- 『日本史学史』（慶應通信, 1968年）

### 訳書
- ギゾー『ヨーロツパ文明史』（國民図書 泰西名著歴史叢書, 1924年）

## 論文
- <松本芳夫